# Vele Srakane
Vele Srakane (olaszul: Canidole Grande, németül: Groß Kanidol ) falu Horvátországban Tengermellék-Hegyvidék megyében. Közigazgatásilag Mali Lošinjhoz tartozik.

## Fekvése
Az azonos nevű sziget déli felén Crestől 44 km-re délnyugatra, Mali Lošinjtól 14 km-re északnyugatra fekszik. A sziget egyetlen települése. Vele Skrane szigete északnyugat-délkelet irányban nyúlik el Unije és Male Srakane szigete között. Hosszúsága 3,3 km, de szélessége sehol sem éri el az ötszáz métert. Legészakibb, egyben legnyugatibb pontja a Vela Staža-fok, legdélibb, egyben legkeletibb pontja a Žaplić-fok. Legmagasabb pontja az azonos nevű fok felett 60-rel emelkedő Vela Staža. Legnagyobb öblei a Gornja és Donja Trata a keleti és a nyugati oldalon. Mindkét öböl teljesen nyitott. A sziget nyugati oldalán még van néhány kisebb öböl a Keplotina és a Progon a középső, és a Basadura az északi részen. A sziget szinte teljesen kopár, csak alacsony növényzet fedi, és nyáron semmi sem védi a nap tüzétől. A sziget autóval nem járható, a Gornja Trata-öblöt Mali Lošinj kikötőjével hajójárat köti össze. A szigeten bolt sem található, így aki az itteni csendre vágyik mindent magával kell hoznia. A turista szezonon kívül szinte teljes a csend

## Történelme
A sziget valószínűleg már a római korban lakott volt. A Skrivanić-ház sarkába egy római sírfedőlap van befalazva. A Vela Staža dombján történelem előtti erődítmény nyomai találhatók. Az erőd, melynek egy félköríves falmaradványa látható valószínűleg a tengeri rablóktól védte a szigetet. 1102-től a Kvarner szigeteivel, Dalmáciával és Horvátország többi részével együtt a magyar királyok uralma alá került. A 15. század elején a Velencei Köztársaság része lett. 1797-ben Napoléon Bonaparte tábornok megdöntötte a Velencei Köztársaságot. Az osztrák uralom idején 1813 és 1918 között közigazgatásilag Isztriához csatolták, melynek tartományi székhelye Trieszt volt. A település 1867-től 1918-ig az Osztrák–Magyar Monarchia része volt, majd a rapallói szerződés értelmében olasz uralom alá került. 1943-ban horvát és jugoszláv egységek szabadították fel. A német megszállás 1943-tól 1945. április 20-ig tartott. 1945 és 1990 között Jugoszlávia része volt, majd az önálló horvát állam megalakulása után Horvátország része lett. 2011-ben mindössze három állandó lakosa volt.

## Lakosság
| Lakosság változása | Lakosság változása | Lakosság változása | Lakosság változása | Lakosság változása | Lakosság változása | Lakosság változása | Lakosság változása | Lakosság változása | Lakosság változása | Lakosság változása | Lakosság változása | Lakosság változása | Lakosság változása | Lakosság változása | Lakosság változása |
| ------------------ | ------------------ | ------------------ | ------------------ | ------------------ | ------------------ | ------------------ | ------------------ | ------------------ | ------------------ | ------------------ | ------------------ | ------------------ | ------------------ | ------------------ | ------------------ |
| 1857               | 1869               | 1880               | 1890               | 1900               | 1910               | 1921               | 1931               | 1948               | 1953               | 1961               | 1971               | 1981               | 1991               | 2001               | 2011               |
| 0                  | 0                  | 59                 | 86                 | 92                 | 112                | 0                  | 187                | 119                | 109                | 92                 | 17                 | 16                 | 9                  | 8                  | 3                  |

## Nevezetességei
- A Vela Staža dombján történelem előtti erődítmény nyomai találhatók, melynek egy félköríves falmaradványa látható.
- Szent Anna tiszteletére szentelt kápolnája, ahova a susaki és a ćunski plébános jár misézni.